# رودبارمحله
رودبارمحله، روستایی است از توابع بخش هزارجریب شهرستان نکا در استان مازندران ایران.

## جمعیت
این روستا در دهستان استخرپشت قرار دارد و براساس سرشماری مرکز آمار ایران در سال ۱۳۸۵، جمعیت آن ۲۴ نفر (۷خانوار) بوده‌است. مردم رودبارمحله از قومیت طبری هستند. مردم رودبارمحله به زبان طبری (مازندرانی) سخن می‌گویند.